# Élection présidentielle française de 1931
Une élection présidentielle se tient en France le 13 mai 1931 afin d'élire le président de la République. Le président du Sénat, Paul Doumer, l'emporte au second tour avec le soutien de la droite et du centre.

## Candidatures

### Candidat de droite
Dans le camp de l'Alliance démocratique, celui qui apparaît, dans un premier temps, comme le favori à droite est l'ancien président du Sénat, Justin de Selves. Des personnalités marquantes au sein du parti sont cités comme l'ancien président du Conseil Louis Barthou, qui met en avant sa stature d'homme d'État, ou encore le ministre de la Guerre André Maginot. Parmi les prétendants à l'investiture d'autres noms sont cités comme celui de l'ancien président de la République Raymond Poincaré, qui refuse cependant de faire son retour en politique. Après la réunion plénière du 12 mai 1931, Barthou arrive en tête à droite.  

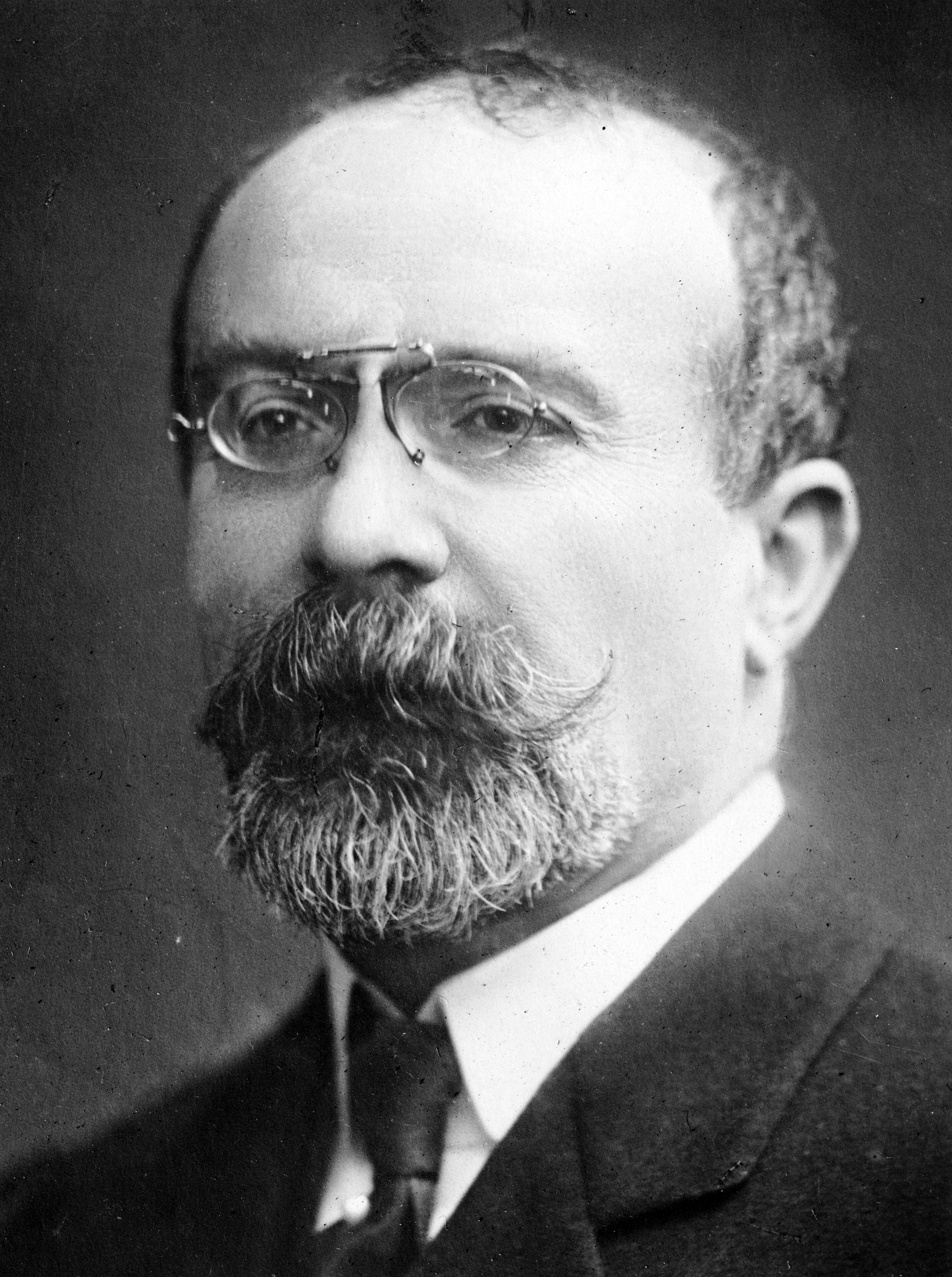
Louis Barthou (candidat officiel).
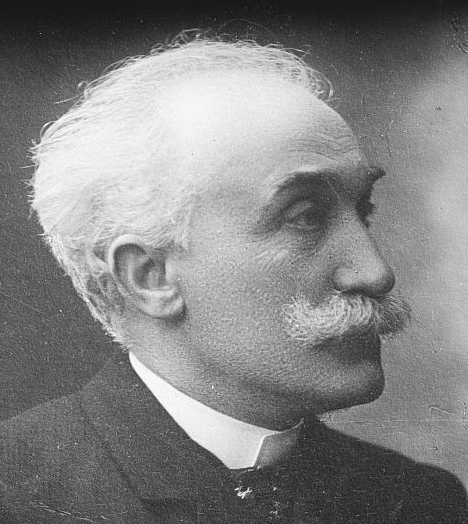
Justin de Selves (renonce).
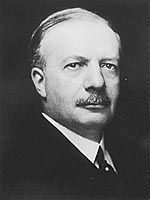
André Maginot (renonce).

| Candidats        | Candidats     | %      |
| ---------------- | ------------- | ------ |
|                  | Louis Barthou | 61,36  |
| Justin de Selves | 34,09         |        |
| André Maginot    | 4,54          |        |
| Total            | Total         | 100,00 |

### Candidat radical
Depuis plusieurs années, les différentes formations de gauche s'accordent sur un candidat unique pour l'échéance présidentielle. En 1924, cette tradition fut rompue lorsque Paul Painlevé (PRS) et Gaston Doumergue (PRRRS) refusèrent de retirer leurs candidatures, entrainant une division de la gauche et la victoire de Doumergue. Pour cette nouvelle échéance, le Parti radical opte pour une candidature unique au sein de la gauche républicaine. Mais le parti des radicaux indépendants, généralement classé au centre droit, refuse de s'aligner autour du parti républicain-socialiste. Une candidature du président sortant, Doumergue, pourrait réconcillier l'ensemble de ses partisans (de la gauche socialiste au centre droit). Cependant, Doumergue, très populaire, décide de ne pas briguer un second mandat. 
Le Parti radical se retrouve alors divisé, une partie de ses membres voulant participer à une réunion plénière du camp radical alors que d'autres veulent participer à la réunion de la gauche. Le président du Sénat, Paul Doumer, candidat malheureux à l'élection présidentielle de 1906, se déclare à nouveau candidat à la présidence sous l'étiquette des radicaux indépendants. Ce dernier, qui refuse de s'allier aux socialistes, parvient à séduire une partie des élus du Parti radical lors de la réunion plénière qui l'oppose à Jean Hennessy.

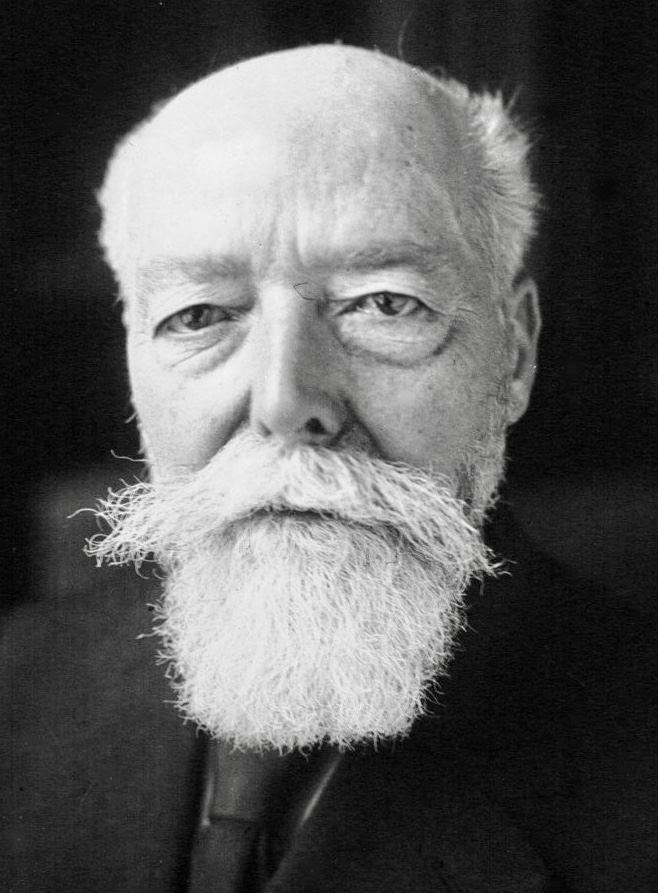
Paul Doumer (Radical indépendant).
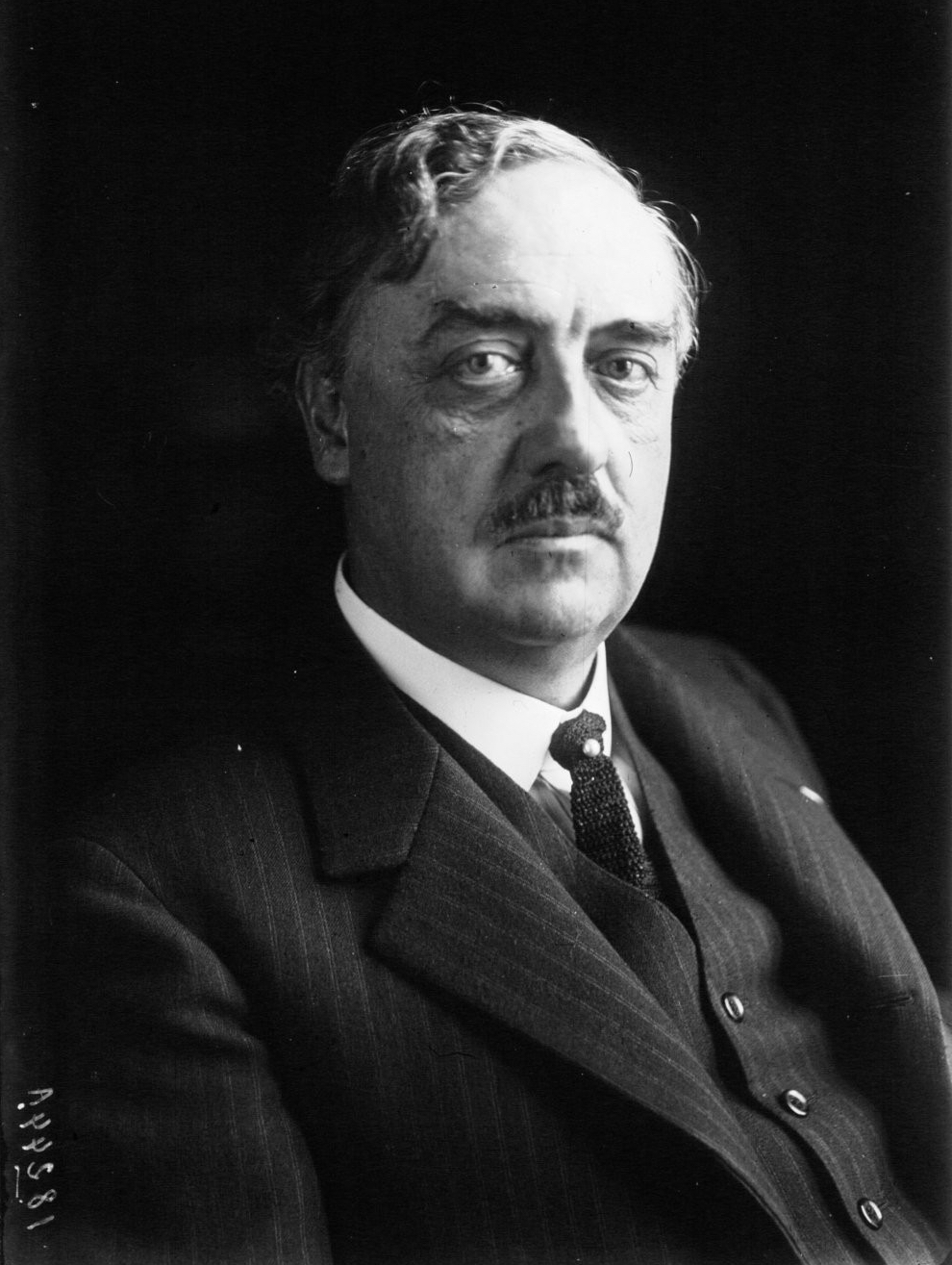
Jean Hennessy (Parti radical).

| Candidats | Candidats     | %      |
| --------- | ------------- | ------ |
|           | Paul Doumer   | 56,95  |
|           | Jean Hennessy | 43,05  |
| Total     | Total         | 100,00 |

### Candidat de gauche
Les élus de divers gauche ainsi que ceux du parti républicain-socialiste et du parti radical se rassemblent dans l'objectif d'obtenir une seule candidature à gauche de l'échiquier politique. La victoire de Paul Doumer à la réunion plénière du camp radical divise cependant les radicaux de gauche. Même si une grande majorité refuse de se ranger derrière Doumer, certains n'hésitent pas à lui apporter leurs soutiens. Vaincu lors de la primaire radicale, Jean Hennessy participe également à la primaire de la gauche. Mais à deux jours du vote, le plus prestigieux homme politique du moment, Aristide Briand, ministre des Affaires étrangères, annonce sa candidature, devenant le nouveau favori. Vainqueur, Briand se retire cependant de la course. Prise de court par ce retrait, la gauche se tourne vers la candidature de Pierre Marraud, arrivé deuxième au vote préparatoire. 

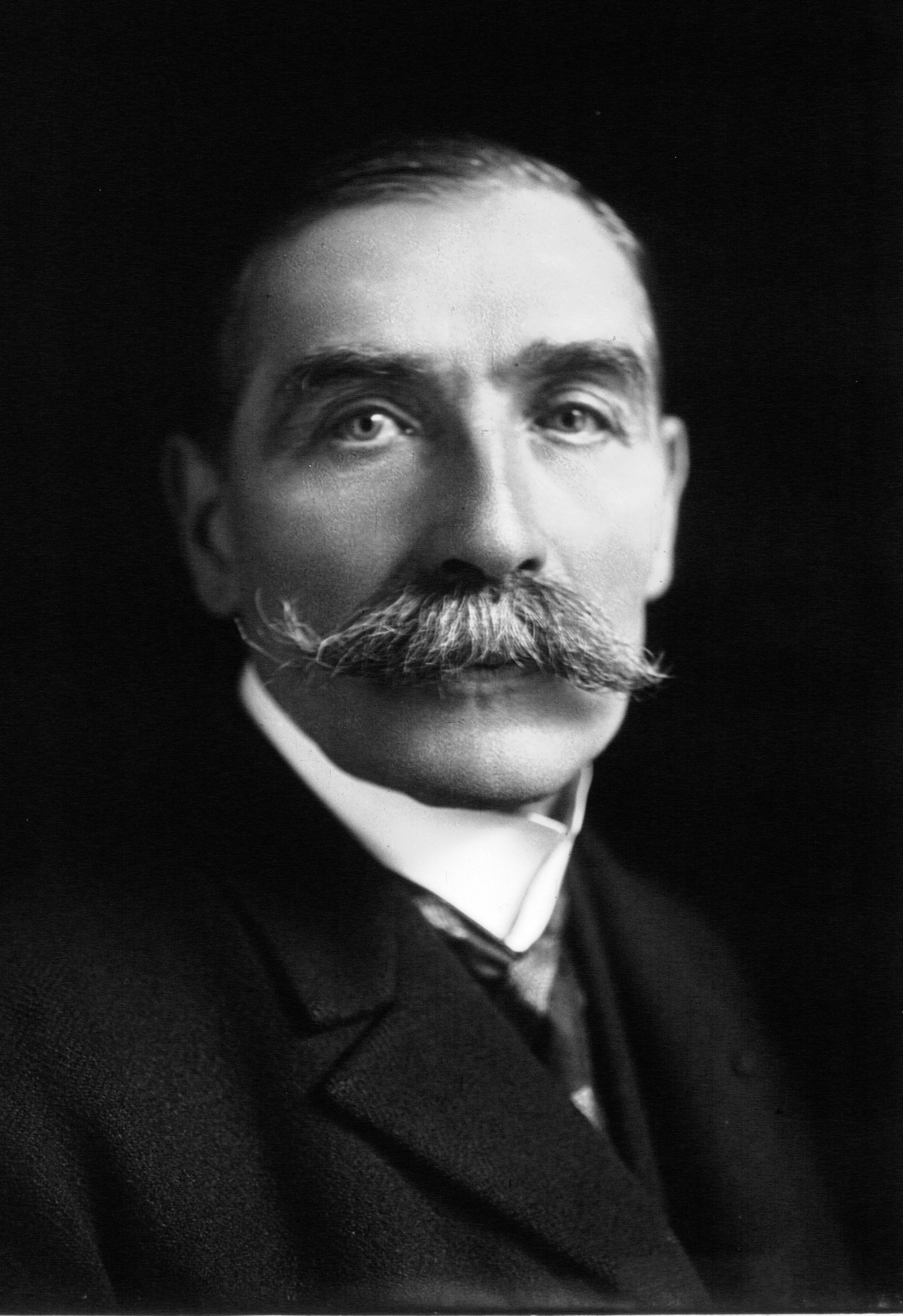
Pierre Marraud (désigné candidat officiel).
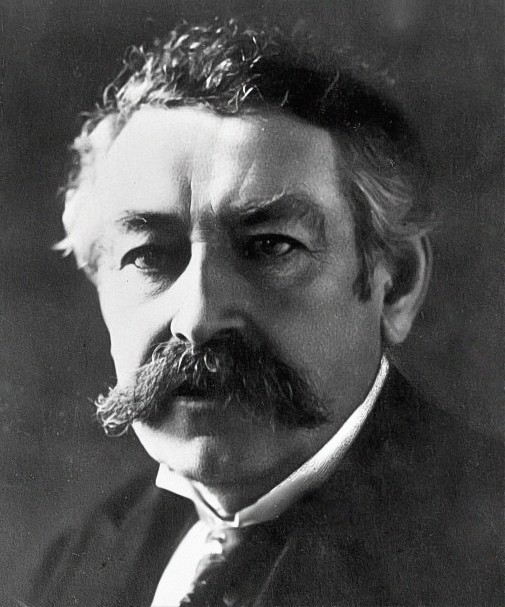
Aristide Briand (désigné candidat mais renonce).
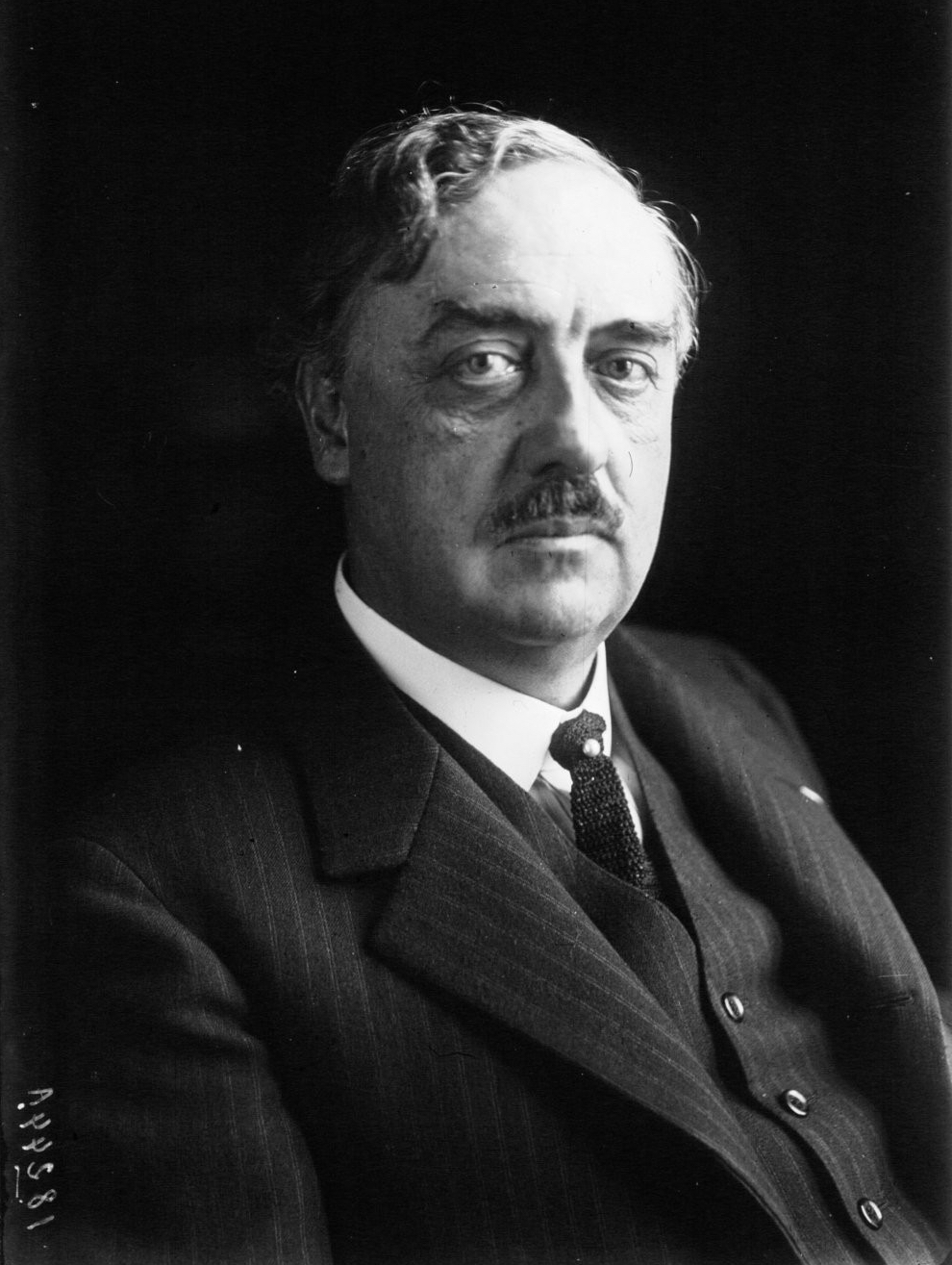
Jean Hennessy (renonce).
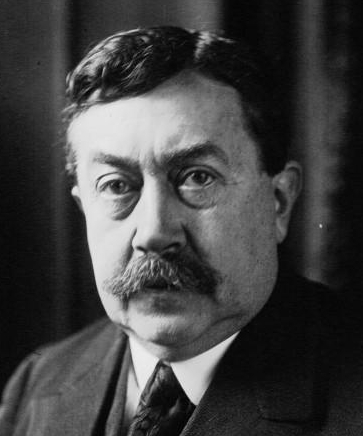
Paul Painlevé (renonce).

| Candidats | Candidats       | %      |
| --------- | --------------- | ------ |
|           | Aristide Briand | 51,67  |
|           | Pierre Marraud  | 44,58  |
|           | Jean Hennessy   | 1,93   |
|           | Paul Painlevé   | 0,25   |
| Total     | Total           | 100,00 |

### Autres candidats
Pour le Parti communiste, l'union avec le centre gauche est toujours exclue. Refusant de se soumettre à la candidature à Briand puis à celle de Marraud, le PCF désigne Marcel Cachin comme candidat à la présidence. 

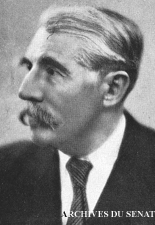
Marcel Cachin (candidat communiste).

## Résultats
| Candidats            | Candidats            | Partis               | Premier tour | Premier tour | Second tour | Second tour |
| Candidats            | Candidats            | Partis               | Voix         | %            | Voix        | %           |
| -------------------- | -------------------- | -------------------- | ------------ | ------------ | ----------- | ----------- |
|                      | Paul Doumer          | RI                   | 442          | 49,28        | 504         | 57,08       |
|                      | Aristide Briand      | PRRRS                | 401          | 44,70        |             |             |
|                      | Pierre Marraud       | PRRRS                |              |              | 334         | 37,83       |
|                      | Louis Barthou        | AD                   | 44           | 4,90         | 22          | 2,49        |
|                      | Marcel Cachin        | PC-SFIC              | 10           | 1,11         | 11          | 1,25        |
|                      |                      |                      |              |              |             |             |
| Votes valides        | Votes valides        | Votes valides        | 897          | 99,56        | 883         | 98,88       |
| Votes blancs et nuls | Votes blancs et nuls | Votes blancs et nuls | 4            | 0,44         | 10          | 1,12        |
| Total                | Total                | Total                | 901          | 100          | 893         | 100         |

## Analyse
Lors du premier tour, à la surprise générale, Paul Doumer se détache assez nettement, bénéficiant finalement du retrait en sa faveur de Jean Hennessy, sans obtenir néanmoins la majorité absolue nécessaire à sa victoire. Soutenu par le centre et la droite, après l'essoufflement de la campagne de Barthou, Paul Doumer l'emporte assez nettement au second tour. Il prend ses fonctions le 13 juin 1931.